# باباك لطيفي
باباك لطيفي (14 سبتمبر 1987 بإيران - ) هو لاعب كرة قدم إيراني في مركز الهجوم. لعب مع نادي ذوب آهن أصفهان ونادي سايبا ونادي ستيل آذين ونادي شاهين بوشهر ونادي فجر شهيد سباسي.